# Карло II од Наваре
Карло II од Наваре звани Зли (10. октобар 1332 — 1. јануар 1387), био је краљ Наваре (1349—1387) и гроф Евреа (1349—1378).

## Порекло и долазак на власт у Навари
Карло се родио 10. октобра 1332. године у граду Евреу, као син Филипа, грофа Евреа и наварске краљице Хуане II.
На власт у Навари је дошао 6. октобра 1449. године, у коју је дошао тек у лето 1350. године и вратио се у Француску и већину своје владавине је до 1362. године провео у Француској.

## Карло у Француској

### Прве године
Карло је у Француској пре свега проводио време, јер је настијао да поврати поседе које је некад држала његова мајка тј. Шампању, Ангулем и Бри, а и да дође на француски престо, јер је његова мајка била једина кћерка француског краља Луја X Кавгаџије. 1351. године француски краљ Жан II Добри га је поставио за заповедника Лангдока и Карло се показао као врло способан на том положају тако што је успео да освоји луку Санта Марија на Гарони 1352. године. Жан га је наградио руком своје кћерке Жане исте године. Карло је почео непријатељства са другим феудалцем Карлосом де Ла Сердом, јер је Карлос требало да поседне Шампању, Ангулем и Бри. Касније се тај сукоб заоштрио и прелазио је у отворени сукоб, који је на самом крају 1453. године достигао врхунац и Карлос је убијен у Еглу 8. јануара 1454. године.

### Заробљеништво
Године 1354. почео је да, у савезу са енглеским краљем Едвардом III Плантагентом, кује заверу против Жана, али је био заробљен априла 1356. године у Руану и заточен у замку Арле. После тога је енглески престолонаследник Едвард Црни Принц извршио шевошу против Француске и заробио Жана у бици код Поатјеа 19. септембра исте године.
После Жановог Пораза у октобру је формирана скупштина сталежа да влада државом. Скупштина је образовала посебни државни орган, који под Етјеном Марселом захтева Карлово ослобођење, али Дофен Шарл то одбија и распушта скупштину. Карло се, ипак ослободио 9. новембра 1357. године и побегао у Амјен.

### Конфликт са Дофеном Шарлом
Ушао је у Париз 30. новембра и са Етјеном Марселом од Шарла захтевао одштету и формирање посебног војводства на подрућју Нормандије и Шампање, које би прибадало Краљевини Навари, али је обуставио преговоре са Шарлом, чим је чуо за споразум између Жана и краља Едварда у Виндзору. Карло је похитао да скупи војску да би освојио Нормандију, али није успео.

### Карло у Жакерији
Етјен Марсел је 22. фебруара 1358. године убио Шарлове генерале Робера де Клермона и и Жана де Конфлана, а Шарла заробио, па је Карло, са оружаном пратњом, 26. фебруара умарширао у град. У граду је формирао своју стајаћу војску од 1 000, али није успео да територијално ништа уради јер се разболео. Дофен је побегао од Карла у Компијењ, али Карло је као одговор на то опљачкао околину Париза.
На крају маја је избила Жакерија на северу Париза усмерена против племића, између осталог и против Карла. Да ствар буде још гора придружио им се сам Етјен Марсел. Нормандијски витезови су, због неомогућености Дофена, апеловали на Карла да их скупи против сељака. Иако је био у савезу са Етјеном, Карло је напао и са својих око 2 000 људи потукао око 4 500 сељака под вођством Жака Бонома у бици код Моа 10. јуна и скоро све их побио. Пошто је био главни коловођа устанка Жак је мучен до смрти ужареним гвозденим шипкама. После тога је извршио масакре побуњеника по Француској, где је, из освете, побијено више од 20.000 сељака.

### Карло против Парижана
После тога је Карло допустио грађанима Париза да бирају капетана града, мислећи да ће он постати капетан града, али тај потез га је одаљио од осталих племића, који су се борили против Жакерије. За то време Дофен је регрутовао витезове, који су опљачкали околину Париза. Схавтивши да је Дофенова војска много већа и јача од своје, Карло је почео преговоре са Дофеном, коме је предао Париз да би му овај помогао у борби против Парижана. Парижани су убрзо упали у заседу на мосту на реци Сент-Клу, где је убијено око 600 њих. После тога је Дофен освојио град и Етјен је са другим побуњеницима погунио.

### Односи са Дофеном после Жакерије
За то време Карло се налазио у опатији Сен Дени, преговарајући са краљем Едвардом о томе да се Енглези спусте у Француску и да Едвард добије француски престо, а Карло Шампању, Нормандију, Бри и Пикардију. Едвард, ипак, није пристао на то, јер је то могла бити препрека за мир између Енглеске и Француске. Убрзо после тога склопљен је уговор између Жана и Едварда у Лондону 24. марте 1359. године, по којем Жан мора да плати 3.000.000 круна и по којем се Жан и Едвард обавезују на заједнички рат против Карла. Међутим скупштина оповргава тај споразум. Едвард је тада изгубио стрпљење и напао је Француску. За то време Дофен је побеђивао Карла и освајао Нормандију. На глас о енглеској инвазији одлучио је да се нагоди са Дофеном, и после дугих оклевања састао се са Дофеном 19. августа код Понтуаза. Тада је коначно склопљен француско-наварски мир, али прави мир склопљен је 24. октобра 1360. године у Калеу.

### Рат за бургундско наслеђе
Када је умро бургундски војвода Филип I Руврски 21. новембра 1361. године, Карло је постао кандидат за бургундски престо, јер је деда по мајци његове мајке био Робер II, бургундски војвода. Међутим моћнији кандидат био је Жан, чији је деда по мајци био Робер. Жан је хтео свог омиљеног сина Филипа Смелог. После неуспеха у наговарању папе да га постави за војводу Бургундије, Карло се још истог месеца повукао у Навару кујући заверу против Дофена.

### Последње операције у Француској
Планирао је побуну својих снага у Нормандији против француске власти, али тај покушај је у мају 1362. године прошао бедно. После тог неуспеха планирао је и да 1364. године скупи две војске, од којих је једна ишла морем, а друга копном до Гаскоње, где је требало да заједно са Алмогаверима опустоши централну Француску и Бургундију.
Ради остваривања плана у јануару 1364. године Карло се састао са Едавардом Црним Принцем у Ажену. Тим састанком је дозвољено Карлу да прође кроз Аквитанију, договеорено је да Каптал де Буш тј. Жан де Грили, са којим је била верена Карлова сестра, дође у Нормандију да је брани од Француза. За то време Дофенов заповедник, гроф Осера, Бертран ду Гесклин је опседао Карлов град Рољбуаз и после тог освајања Гесклинова војска је почетком априла освојила многе Карлове поседе у Нормандији, али насу успели освојити град Евре у који је ускоро стигла Грилијева војска. Из Евреа, Жан је кренуо на исток где су његових око 5 800 витезова поражени од око 2 300 Француза предвођених Гесклином 16. маја код Улбек-Кочерела. Мањи део Грилијеве војске је преживео, а они који су преживели били су заробљени, међу заробљенима се нашао и Грили. За то време Дофен је већ био краљ Француске и 18. маја после успеха код Улбек-Кочерела се крунисао у Ремсу, постављајући свог брата Филипа за војводу Бургундије.
У августу су почели француски напади на Евре. За то време је мала наварска флота под заповедништвом Родрига де Уриза испловола из Бајона за Шербур. Истовремено оперисала је друга Карлова војска и Алмогавери, који су избегавали сукобе са Французима и 23. септембра, уместо да оперишу по централној Француској и Бургундији, стигли у Нормандију. Освојили су полуострво Котентин за Карла, али на бургундској граници мала Карлова војска је под вођством Сигвина де Бадефола освојила град Онс, преко кога је хтела извршавати будуће препаде у Бургундији. Папа Урбан V је због тога екскомуницирао Сигвина.
У мају 1365. године склопљен је коначни наварско-француски мир, којим је Карло све своје територије освојене у Француској вратио, али је сачувао све освојене територије 1364. године, осим цитаделе Мелана. Поред тога Карло је добио град Монпеље, али је морао да се одрекне права на бргундски престо.

## Карло у Кастиљском грађанском рату
Када је почео Кастиљски грађански рат, у коме су Енглеска и Круна Кастиље, на једној и Француска и Круна Арагона на другој страни, Карло је био на страни Круне Кастиља и Енглеске, али се није прикључивао њиховој војсци и гледао гледао је да прошири Навару, а када су Французи почели да побеђују 1465. године склопио је тајни споразум са Арагоном. Карло је ипак у јулу 1366. године склопио споразум са Енглезима и Кастиљом о слободном пролазу, кроз Навару. Као нараду Карло је добио провинције Гипускоу и Алаву, као и неке кастиљске тврђаве и много новца. Затим је у децембру склопио споразум са Арагоном и узурпатором кастиљског краља Педра, Енрикеом. Тим оговором он је затворио пролаз кроз Навару за Педра и Енглезе и као награду за то од њега добио град Логроњо и још новца. Кад је за то чуо Едвард Црни Принц је напао Навару, али Карло је поново отворио пролаз Енглезима и Педру тврдећи да је лагао у договору са Енрикеом. Чак је и пратио Енглезе у походу, али се повукао пред борбу са Енрикеом. Тада му је постављена заседа, заробљен је и у заробљеништву је остао до 1368. године.

## Непијатељства са Француском 1369. и 1370. године
Карло је 1369. године пожелео да поправи свој положај у Француској, па је склопио савез са Жаном V Бретањским. Карло је ипак, нежелећи рат, постао своје изасланике француском краљу нудећи му град Монпеље, под условом да му овај преда Нормандију, што није прихваћено. За то време краљ Едвард III Плантагенет је Карлу и Жану понудио савез против Француза, који је био прихваћен, а као базу за нападе против Француза одабран је град Шербур. Едвард је у француску послао сер Роберта Нолеса, који је се искрцао у Калеу и са 4 500 витезова опсео градове: Арас, Ремс, Троу, па чак и сам Париз, али је у свим тим борбама претрпео поразе и коначни пораз се десио код Понвалена 4. децембра. После тога енглеско-наварски савез није чинио ништа против Француза, па и сам Карло је са Французима у марту 1371. године склопио мир, већ 1372. године се повукао у Навару и убудуће се у борби против Француског краља служио сплеткама.

## Непријатељства са Кастиљом
Године 1373. Карло је склопио савез са Џоном од Гента, Едвардовим другим сином, који је био претендент за кастиљски престо. Пошто је савез са Џоном могао бити користан за Навару, Карло је са њим у марту 1374. године склопио договор из Дакса. Тим договором Навара је постала Џонова база, али Џон је изненада одустао од напада на Кастиљу и Енрике (који је за то време постао краљ Кастиље) је да би обезбедио мир са Карлом, у мају 1375. године, удао своју кћерку Леонор за његовог сина исто Карла.

## Карлови порази
Године 1377. он је новом енглеском краљу Ричарду II Плантагенту предложио заједнички напад на Француску и ставио му је на располагање, као базу, своје поседе; али је морао да остане у Навари због обновљеног непријатељства са Кастиљом. Ни то није спречило Карла да одустане од својих планова, па је у Нормандију послао свог сина наследника и свог канцелара Жака де Руа. Жаково задужење је било да пошаље отров у Париз, којим би требало отровати француског краља. Због нестиглог енглеског појачања Кастиљци су у марту 1378. године освојили неке Карлове поседе, док је Карло у мају изгубио своје преостале поседе у Француској; осим Шербура. Тада су у Немуру заробљени Жак и Карлов син, Карло, а овај први је погубљен. Карло је молио Ричарда за помоћ, али он је, уместо да му помогне, окупирао Шербур.
У јулу исте године под заповедништвом принца од Астурије, Хуана Трастамаре, кастиљска војска је напала Навару и Карло је поражен па је морао да побегне преко Пиринеја у град Сен-Жан-Пје-де-Пор. У окробру је поново морао звати Енглезе у помоћ, па је отишао у бордо; где му је енглески заповедник Гаскоње Џон Невил одобрио малу војску, али Хуан је Навару напао и у фебруару 1379. године. Карло је коначно био приморан да са Хуаном 31. марта склопи уговор из Брионеса, којим се Карло обавезао да неће бити у савезу са Енглеском, већ само са Кастиљом и Француском, морао је Кастиљи да преда 20 градова јужне Наваре и да пристане на то да у граду Тудели буду Кастиљски гарнизони.
Његова држава је после рата била осиромашена и потпуно немоћна и клонула за ратове.

## Смрт
Дана 1. јануара 1387. године Карло је због свог пијанчења пао у кому. Његови доктори су тада затражили да слуге донесу крпу натопљену са лековитом водом и да завију Карла, да би се пробудио, али неспретне слуге су запалиле ту крпу изазвавши Карлову смрт. Његово тело је сахрањено у Нотр Даму де Памплони, његово срце у Нотр Даму де Ухуеу и његова утроба у Нотр Даму де Ронсевалске.

## Породично стабло
| \| \| \| \| \| \| \| \| 4. Луј од Евреа \| \| \| \| \| \| \| \| \| \| \| \| \| \| \| \| \| \| \| \| \| \| \| \| \| \| \| \| \| \| \| \| \| \| \| \| \| \| \| \| \| \| 2. Филип III од Наваре \| \| \| \| \| \| \| \| \| \| \| \| \| \| \| \| \| \| \| \| \| \| \| \| \| \| \| \| \| \| \| \| \| \| \| \| \| \| \| \| \| \| \| \| \| \| \| \| 5. Маргарета од Артоа \| \| \| \| \| \| \| \| \| \| \| \| \| \| \| \| \| \| \| \| \| \| \| \| \| \| \| \| \| \| \| \| \| \| \| \| \| \| \| \| \| \| \| \| \| \| \| \| 1. Карло II од Наваре \| \| \| \| \| \| \| \| \| \| \| \| \| \| \| \| \| \| \| \| \| \| \| \| \| \| \| \| \| \| \| \| \| \| \| \| \| \| \| \| \| \| \| \| \| \| \| \| 6. Луј X \| \| \| \| \| \| \| \| \| \| \| \| \| \| \| \| \| \| \| \| \| \| \| \| \| \| \| \| \| \| \| \| \| \| \| \| \| \| \| \| \| \| \| \| \| \| \| \| 3. Хуана II од Наваре \| \| \| \| \| \| \| \| \| \| \| \| \| \| \| \| \| \| \| \| \| \| \| \| \| \| \| \| \| \| \| \| \| \| \| \| \| \| \| \| \| \| \| \| \| \| \| \| 7. Маргарета Бургундска, краљица Француске \| \| \| \| \| \| \| \| \| \| \| \| \| \| \| \| \| \| \| \| \| \| \| \| \| \| \| \| \| \| \| \| \| \| |                                            |  |  |  |  |  |                 |  |  |  |
| |                                            |  |  |  |  |  | 4. Луј од Евреа |  |  |  |
| |                                            |  |  |  |  |  |                 |  |  |  |
| |                                            |  |  |  |  |  |                 |  |  |  |
| |                                            |  |  |  |  |  |                 |  |  |  |
| | 2. Филип III од Наваре                     |  |  |  |  |  |                 |  |  |  |
| |                                            |  |  |  |  |  |                 |  |  |  |
| |                                            |  |  |  |  |  |                 |  |  |  |
| |                                            |  |  |  |  |  |                 |  |  |  |
| | 5. Маргарета од Артоа                      |  |  |  |  |  |                 |  |  |  |
| |                                            |  |  |  |  |  |                 |  |  |  |
| |                                            |  |  |  |  |  |                 |  |  |  |
| |                                            |  |  |  |  |  |                 |  |  |  |
| | 1. Карло II од Наваре                      |  |  |  |  |  |                 |  |  |  |
| |                                            |  |  |  |  |  |                 |  |  |  |
| |                                            |  |  |  |  |  |                 |  |  |  |
| |                                            |  |  |  |  |  |                 |  |  |  |
| | 6. Луј X                                   |  |  |  |  |  |                 |  |  |  |
| |                                            |  |  |  |  |  |                 |  |  |  |
| |                                            |  |  |  |  |  |                 |  |  |  |
| |                                            |  |  |  |  |  |                 |  |  |  |
| | 3. Хуана II од Наваре                      |  |  |  |  |  |                 |  |  |  |
| |                                            |  |  |  |  |  |                 |  |  |  |
| |                                            |  |  |  |  |  |                 |  |  |  |
| |                                            |  |  |  |  |  |                 |  |  |  |
| | 7. Маргарета Бургундска, краљица Француске |  |  |  |  |  |                 |  |  |  |
| |                                            |  |  |  |  |  |                 |  |  |  |
| |                                            |  |  |  |  |  |                 |  |  |  |